# Festival olympique de la jeunesse européenne 2017
Navigation
2015 2019
Le Festival olympique de la jeunesse européenne se déroule du 23 au 30 juillet 2017 à Győr en Hongrie.

## Sports
| - Athlétisme - Basket-ball - Canoë-kayak - Cyclisme | - Gymnastique - Handball - Judo | - Natation - Tennis - Volley-ball |

## Sites des compétitions
| Venue                             | Location | Sports      |
| --------------------------------- | -------- | ----------- |
| ETO Park                          | Győr     | Cérémonies  |
| Université István Széchenyi       | Győr     | Basketball  |
| Bercsényi Miklós Secondary School | Győr     | Basketball  |
| Aranypart, Püspökerdő             | Győr     | Canoë-kayak |
| Autoroute hongroise M85           | Győr     | Cyclisme    |
| Radnóti street Sport Centre       | Győr     | Gymnastique |
| Audi Arena                        | Győr     | Handball    |
| Magvassy Mihály Sportcsarnok      | Győr     | Handball    |
| Radnóti street Sport Centre       | Győr     | Judo        |
| Aqua Sports Centre                | Győr     | Natation    |
| Radnóti street Sport Centre       | Győr     | Tennis      |
| Université István Széchenyi       | Győr     | Volley-ball |

## Calendrier des compétitions
| CO | Cérémonie d'ouverture | ● | Compétitions | 1 | Finales | CC | Cérémonie de clôture |

| Juillet 2017            | 24 Lun | 25 Mar | 26 Mer | 27 Jeu | 28 Ven | 29 Sam | Médaille d'or |
| ----------------------- | ------ | ------ | ------ | ------ | ------ | ------ | ------------- |
| Athlétisme              |        | 4      | 9      | 9      | 5      | 9      | 36            |
| Basket-ball             |        |        |        |        |        | 2      | 2             |
| Canoë-kayak             |        |        | 8      |        |        | 8      | 16            |
| Cyclisme                |        | 2      |        | 2      |        |        | 4             |
| Gymnastique             |        | 1      | 1      | 2      | 5      | 5      | 14            |
| Handball                |        |        |        |        |        | 2      | 2             |
| Judo                    |        | 4      | 4      | 4      | 4      | 2      | 18            |
| Natation                | 5      | 7      | 7      | 3      | 10     |        | 32            |
| Tennis                  |        |        |        |        |        | 4      | 4             |
| Volley-ball             |        |        |        |        |        | 2      | 2             |
| Total de médailles d'or | 5      | 18     | 29     | 20     | 24     | 34     | 130           |

## Liste des médaillés

### Athlétisme
| Evenement         | Or                                                              | Or      | Argent                                                                       | Argent  | Bronze                                                            | Bronze  |
| Homme             | Homme                                                           | Homme   | Homme                                                                        | Homme   | Homme                                                             | Homme   |
| ----------------- | --------------------------------------------------------------- | ------- | ---------------------------------------------------------------------------- | ------- | ----------------------------------------------------------------- | ------- |
| 100 m             | Aurélien Larue                                                  | 10.61   | Stephan Skogheim Kyeremeh                                                    | 10.68   | Enrico Sancin                                                     | 10.69   |
| 200 m             | Aurélien Larue                                                  | 21.64   | Stephan Skogheim Kyeremeh                                                    | 21.66   | Mitja Kordež                                                      | 21.76   |
| 400 m             | Ludovic Ouceni                                                  | 48.84   | Denys Baranov                                                                | 49.33   | Erik Sluga                                                        | 50.31   |
| 800 m             | Djoao Lobles                                                    | 1:50:72 | Cristian Voicu                                                               | 1:51:43 | Jakub Davidík                                                     | 1:51:53 |
| 1500 m            | Mehmet Çelik                                                    | 4:06:33 | Bence Apáti                                                                  | 4:06:52 | Andrej Paulíny                                                    | 4:06:57 |
| 3000 m            | Ömer Amaçtan                                                    | 8:35:52 | Lars Agnar Hjelmeset                                                         | 8:37:59 | Robert Gorzynski                                                  | 8:38:09 |
| 110 m haies       | Sven Jansons                                                    | 13:87   | Giuseppe Filpi                                                               | 14:21   | Eero Hirvinen                                                     | 14:29   |
| 400 m haies       | Sven Roosen                                                     | 53:71   | Johan Claeson                                                                | 53:88   | Leo Köhldorfer                                                    | 53:92   |
| 2000 m steeple    | Etson Mendes Barros                                             | 5:58:24 | Axel Fournival                                                               | 6:02:05 | Eemil Helander                                                    | 6:03:63 |
| Relais 4 * 100 m  | Belgique Arthur Gabor Pinter Belien Daniel Segers Kwinten Torfs | 41:75   | Norvège Markus Rooth Stephan Kyeremeh Andreas Bakketun Pål Haugen Lillefosse | 41:79   | Finlande Topias Laine Lauri Kaukonen Severi Mäntylä Eero Hirvinen | 42:39   |
| Saut en hauteur   | Attu Mattila                                                    | 2.08 m  | Mohammed-Ali Benlahbib                                                       | 2.08m   | Carl af Forselles                                                 | 2.05 m  |
| Saut à la perche  | Pål Haugen Lillefosse                                           | 5.00 m  | Marcus Kytölä                                                                | 4.95 m  | Ivan De Angelis                                                   | 4.90 m  |
| Saut en longueur  | Daniel Segers                                                   | 7.41 m  | Ken-Mark Minkovski                                                           | 6.93    | Henrik Flåtnes                                                    | 6.89    |
| Triple saut       | Batuhan Çakır                                                   | 14.94   | Siarhei Dziambitski                                                          | 14.77 m | David Favro                                                       | 14.51   |
| Lancer de poids   | Piotr Goździewicz                                               | 19.41 m | Carmelo Musci                                                                | 19.35   | Miguel Gómez Díaz                                                 | 17.52   |
| Lancer de disque  | Oleksiy Kyrylin                                                 | 60.74 m | Fabian Weinberg                                                              | 56.45 m | Carmelo Musci                                                     | 55.77   |
| Lancer de marteau | Myhaylo Kokhan                                                  | 78.28 m | Artur Maskalenka                                                             | 71.36 m | Valentin Andreev                                                  | 69.60 m |
| Lancer de javelot | Topias Laine                                                    | 74.74 m | Metehan Acar                                                                 | 69.88 m | Raman Hmyrak                                                      | 64.54 m |
| Femmes            |                                                                 |         |                                                                              |         |                                                                   |         |
| 100 m             |                                                                 |         |                                                                              |         |                                                                   |         |
|                   |                                                                 |         |                                                                              |         |                                                                   |         |
|                   |                                                                 |         |                                                                              |         |                                                                   |         |
|                   |                                                                 |         |                                                                              |         |                                                                   |         |
|                   |                                                                 |         |                                                                              |         |                                                                   |         |
|                   |                                                                 |         |                                                                              |         |                                                                   |         |
|                   |                                                                 |         |                                                                              |         |                                                                   |         |
|                   |                                                                 |         |                                                                              |         |                                                                   |         |
|                   |                                                                 |         |                                                                              |         |                                                                   |         |
|                   |                                                                 |         |                                                                              |         |                                                                   |         |
|                   |                                                                 |         |                                                                              |         |                                                                   |         |
|                   |                                                                 |         |                                                                              |         |                                                                   |         |
|                   |                                                                 |         |                                                                              |         |                                                                   |         |
|                   |                                                                 |         |                                                                              |         |                                                                   |         |
|                   |                                                                 |         |                                                                              |         |                                                                   |         |
|                   |                                                                 |         |                                                                              |         |                                                                   |         |
|                   |                                                                 |         |                                                                              |         |                                                                   |         |
|                   |                                                                 |         |                                                                              |         |                                                                   |         |

### Gymnastique
| Evenement                   | Or                                                            | Argent                                                     | Bronze                                               |
| Homme                       | Homme                                                         | Homme                                                      | Homme                                                |
| --------------------------- | ------------------------------------------------------------- | ---------------------------------------------------------- | ---------------------------------------------------- |
| Concours général par équipe | Russie - Yuri Busse - Sergey Naydin - Aleksandr Kartsev       | Royaume-Uni - Jamie Lewis - Jake Jarman - Pavel Karnejenko | Suisse - David Bieiri - Andrin Frey - Dominic Tamsel |
| Concours général individuel | Jamie Lewis                                                   | Yuri Busse                                                 | Nicolau Mir                                          |
| Sol                         | Nicolau Mir                                                   | Yuri Busse                                                 | David Huddleston                                     |
| Cheval d'arçon              | Sergey Naydin                                                 | Mauro Nemčanin                                             | Ward Clayes                                          |
| Anneaux                     | Jamie Lewis                                                   | Yuri Busse                                                 | Sergey Naydin                                        |
| Saut                        | Andrin Frey                                                   | Sviataslau Dranitski                                       | Nicolau Mir                                          |
| Barres parallèles           | Sergey Naydin                                                 | Aleksandr Kartsev                                          | Nicolau Mir                                          |
| Barre fixe                  | Sergey Naydin                                                 | Nicolò Mozzato                                             | Mattis Bouchet                                       |
| Femme                       |                                                               |                                                            |                                                      |
| Concours général par équipe | Russie - Ksenia Klimenko - Varvara Zubova - Valeria Saifulina | Italie - Asia d'Amato - Elisa Iorio - Alice d'Amato        | Allemagne - Emilie Petz - Kim Alene Ruoff            |
| Concours général individuel | Ksenia Klimenko                                               | Asia d'Amato                                               | Varvara Zubova                                       |
| Saut                        | Valeria Saifulina                                             | Denisa Golgota                                             | Asia d'Amato                                         |
| Barres asymétriques         | Elisa Iorio                                                   | Ksenia Klimenko                                            | Asia d'Amato                                         |
| Poutre                      | Ksenia Klimenko                                               | Asia d'Amato                                               | Amelie Morgan                                        |
| Sol                         | Ksenia Klimenko                                               | Emelie Petz                                                | Célia Serber                                         |

## Tableau des médailles
| Rang  | Nation             | Or  | Argent | Bronze | Total |
| ----- | ------------------ | --- | ------ | ------ | ----- |
| 1.    | Russie             | 30  | 19     | 12     | 61    |
| 2.    | Italie             | 14  | 11     | 13     | 38    |
| 3.    | Hongrie            | 13  | 14     | 14     | 41    |
| 4.    | Pays-Bas           | 8   | 6      | 2      | 16    |
| 5.    | Espagne            | 7   | 4      | 4      | 15    |
| 6.    | Allemagne          | 5   | 8      | 4      | 17    |
| 7.    | Turquie            | 5   | 6      | 8      | 19    |
| 8.    | France             | 5   | 6      | 5      | 16    |
| 9.    | Belgique           | 5   | 0      | 2      | 7     |
| 10.   | Finlande           | 4   | 1      | 6      | 11    |
| 11.   | Géorgie            | 4   | 1      | 4      | 9     |
| 12.   | Biélorussie        | 3   | 5      | 7      | 15    |
| 13.   | Ukraine            | 3   | 4      | 1      | 8     |
| 14.   | Pologne            | 3   | 3      | 4      | 10    |
| 15.   | Slovénie           | 3   | 2      | 2      | 7     |
| 16.   | Royaume-Uni        | 3   | 1      | 6      | 10    |
| 17.   | Danemark           | 3   | 1      | 5      | 9     |
| 18.   | Suisse             | 2   | 3      | 5      | 10    |
| 19.   | Norvège            | 1   | 6      | 2      | 9     |
| 20.   | Suède              | 1   | 4      | 6      | 11    |
| 21.   | Slovaquie          | 1   | 4      | 5      | 10    |
| 22.   | Israël             | 1   | 3      | 0      | 4     |
| 23.   | Irlande            | 1   | 2      | 3      | 6     |
| 24.   | Serbie             | 1   | 2      | 2      | 5     |
| 25.   | Autriche           | 1   | 1      | 3      | 5     |
| 26.   | Lituanie           | 1   | 1      | 0      | 2     |
| 27.   | Grèce              | 1   | 0      | 1      | 2     |
| 27.   | Portugal           | 1   | 0      | 1      | 2     |
| 29.   | Roumanie           | 0   | 5      | 3      | 8     |
| 30.   | Croatie            | 0   | 2      | 2      | 4     |
| 31.   | Tchéquie           | 0   | 1      | 7      | 8     |
| 32.   | Estonie            | 0   | 1      | 2      | 3     |
| 33.   | Azerbaïdjan        | 0   | 1      | 1      | 2     |
| 33.   | Lettonie           | 0   | 1      | 1      | 2     |
| 35.   | Moldavie           | 0   | 1      | 1      | 2     |
| 36.   | Bulgarie           | 0   | 0      | 2      | 2     |
| 37.   | Andorre            | 0   | 0      | 1      | 1     |
| 37.   | Bosnie-Herzégovine | 0   | 0      | 1      | 1     |
| Total | Total              | 130 | 130    | 148    | 408   |